# Baetis pavidus
Baetis pavidus is een haft uit de familie Baetidae. De wetenschappelijke naam van de soort is voor het eerst geldig gepubliceerd in 1951 door Grandi.
De soort komt voor in het Palearctisch gebied.